# Catherine Buckley
Catherine Buckley (6 de marzo de 1889-15 de abril de 1912) fue una pasajera de tercera clase del RMS Titanic que pereció en el naufragio del transatlántico.

## Biografía
Proveniente de una familia católica que hablaba con fluidez inglés e irlandés, Catherine nació en Springmount, Ovens (condado de Cork, Irlanda), hija de Jeremiah Buckley, quien trabajaba en una granja, y Julia Mahony, ambos procedentes de Cork y casados alrededor de 1883. Catherine tenía un hermano, Daniel, nacido el 22 de julio de 1886.
Su padre contrajo matrimonio por primera vez con Ellen Collins, con quien tuvo una hija, Margaret, nacida el 21 de febrero de 1880. La familia figura en el censo de 1901 como residente en el número 30 de Knockanemore, Ovens, y en el de 1911 en el número 26 de la misma ciudad. Catherine figura inscrita en este último censo como criada al servicio de Annie y Emma Evans en el número 3 de Adelaide Terrace en Cork.
Catherine tenía planes de reunirse con su medio hermana Margaret, quien había emigrado tras el cambio de siglo y se hallaba viviendo en el número 71 de Montwiev Street en Roxbury, cerca de Boston, Massachusetts. Catherine había comprado inicialmente un billete para viajar a bordo del SS Cymric, el cual la hubiera llevado directamente a Boston, pero una huelga del carbón la obligó a cambiar sus planes, obteniendo un billete de tercera clase a bordo del RMS Titanic, el cual pagó gracias al dinero enviado por Margaret.
La noche del 14 de abril de 1912 el transatlántico impactó contra un iceberg, hundiéndose en las primeras horas de la madrugada del día siguiente. Catherine pereció en el naufragio, siendo su cuerpo recuperado por el CS Mackay-Bennett el 28 de abril y entregado a Margaret en Boston. En la ficha identificativa del cadáver de Catherine constaba la siguiente información:

N° 299. - MUJER. - EDAD ESTIMADA, 18. - DIENTES POSTIZOS, ARRIBA; PELO, OSCURO.

ROPA: Abrigo largo azul; chaqueta y falda azul de sarga; blusa blanca, corsés azules; bragas grises; 10s. en plata; 1£ en oro; billete de 5$ en monedero; cartera; billete de tercera clase N° 329944.
TERCERA CLASE

NOMBRE - CATHERINE BUCKLEY

El cuerpo fue trasladado inicialmente a Halifax y enviado el 3 de mayo de 1912 a Boston a petición de Margaret, celebrándose el servicio fúnebre en la St. Theresa Church y siendo Catherine enterrada en una tumba sin marcar en el St. Joseph's Cemetery.
Los padres de Catherine, quienes deseaban que su hija se quedase en Irlanda para cuidar de ellos, consideraron a Margaret culpable de su muerte, motivo por el cual tomaron la determinación de repudiarla, siendo rechazada por ellos en la puerta de entrada de su casa cuando Margaret volvió a Irlanda por Navidad. De regreso en Massachusetts, Margaret contrajo matrimonio en 1914 con el jardinero Maurice Dowd, también inmigrante irlandés. Ambos se establecieron en Boston y tuvieron tres hijos, muriendo Margaret en la década de 1920.
En 2010, la Titanic International Society marcó la tumba de Catherine con una lápida en la que figura una inscripción con la fecha de nacimiento incorrecta debido a las diferencias en la redacción de las fechas en irlandés e inglés en comparación con la forma americana de escritura de las mismas:

BUCKLEY

CATHERINE
3 DE JUNIO DE 1889 - 15 DE ABRIL DE 1912
DESAPARECIDA EN EL RMS TITANIC

AMADA HIJA Y HERMANA